# Europsko prvenstvo u nogometu – Europa 2020.
Europsko prvenstvo u nogometu 2020., obično nazivano UEFA Euro 2020. ili jednostavnije Euro 2020., 16. je izdanje UEFA Europskog nogometnog prvenstva, najprestižnijeg međunarodnog nogometnog natjecanja u Europi, a održava se svake četiri godine. Prvenstvo je bilo održano od 11. lipnja do 11. srpnja 2021. u dvanaest gradova u dvanaest različitih europskih zemlja tijekom ljeta 2021. Portugal je branio prvo mjesto koje je osvojio na prvenstvu 2016. godine.
Bivši predsjednik UEFA-e Michel Platini rekao je da je "romantično" da prvenstvo bude održano u više država i da se tako obilježi 60. "rođendan" europskog nogometnog prvenstva. Stadion Wembley u Londonu bio je domaćin poluzavršnih utakmica i same završne utakmice. Hrvatska se kvalificirala i bila je u 2. jakosnoj skupini. U grupi je D s Engleskom, Češkom i Škotskom. Nijedna zemlja se nije izravno kvalificirala, a Finska i Sjeverna Makedonija izborile su svoj prvi nastup, dok je Ukrajina zahvaljujući uspjesima u kvalifikacijama i UEFA Ligi nacija prvi put postala nositeljica. Portugal, prvak prošlog izdanja natjecanja, bio je u trećoj jakosnoj skupini.
Ovo izdanje Europskog prvenstva osvojila je Italija koja je u finalu pobijedila Englesku 4:3 (1:1) na penale.
Po prvi puta u povijesti, najboljim igračem Europskog prvenstva proglašen je neki vratar, a to je bio Gianluigi Donnarumma.

## Stadioni
- Amsterdam – Johan Cruijff Arena
- Baku – Olimpijski stadion
- Budimpešta – Puskás Aréna
- Bukurešt – Arena Națională
- Glasgow – Hampden Park
- Kopenhagen – Stadion Parken
- London – Wembley Stadium
- München – Allianz Arena
- Rim – Stadio Olimpico
- Sankt-Peterburg – Gazprom Arena
- Sevilla – Estadio de La Cartuja

## Kvalificirane momčadi
| Momčad              | Kvalificirani kao               | Datum kvalifikacije | Prijašnji nastupi na EP                                                                |
| ------------------- | ------------------------------- | ------------------- | -------------------------------------------------------------------------------------- |
| Belgija             | prvoplasirana momčad skupine I  | 10. listopada 2019. | 5 (1972., 1980., 1984., 2000., 2016.)                                                  |
| Italija             | prvoplasirana momčad skupine J  | 12. listopada 2019. | 9 (1968., 1980., 1988., 1996., 2000., 2004., 2008., 2012., 2016.)                      |
| Rusija              | drugoplasirana momčad skupine I | 13. listopada 2019. | 11 (1960., 1964., 1968., 1972., 1988. 1992., 1996., 2004., 2008., 2012., 2016.)        |
| Poljska             | prvoplasirana momčad skupine G  | 13. listopada 2019. | 3 (2008., 2012., 2016.)                                                                |
| Ukrajina            | prvoplasirana momčad skupine B  | 14. listopada 2019. | 2 (2012., 2016.)                                                                       |
| Španjolska          | prvoplasirana momčad skupine F  | 15. listopada 2019. | 10 (1964., 1980., 1984., 1988., 1996., 2000. 2004., 2008., 2012, 2016.)                |
| Francuska           | prvoplasirana momčad skupine H  | 14. studenoga 2019. | 9 (1960., 1984., 1992., 1996., 2000., 2004., 2008., 2012., 2016.)                      |
| Turska              | drugoplasirana momčad skupine H | 14. studenoga 2019. | 4 (1996., 2000., 2008., 2016.)                                                         |
| Engleska            | prvoplasirana momčad skupine A  | 14. studenoga 2019. | 9 (1968., 1980., 1988., 1992., 1996., 2000., 2004., 2012., 2016.)                      |
| Češka               | drugoplasirana momčad skupine A | 14. studenoga 2019. | 9 (1960., 1976., 1980., 1996., 2000., 2004., 2008., 2012., 2016.)                      |
| Finska              | drugoplasirana momčad skupine J | 15. studenoga 2019. | 0 (prvi nastup)                                                                        |
| Švedska             | drugoplasirana momčad skupine F | 15. studenoga 2019. | 6 (1992., 2000., 2004., 2008., 2012., 2016.)                                           |
| Hrvatska            | prvoplasirana momčad skupine E  | 16. studenoga 2019. | 5 (1996., 2004., 2008., 2012., 2016.)                                                  |
| Austrija            | drugoplasirana momčad skupine G | 16. studenoga 2019. | 2 (2008., 2016.)                                                                       |
| Nizozemska          | drugoplasirana momčad skupine C | 16. studenoga 2019  | 9 (1976., 1980., 1988., 1992., 1996., 2000., 2004., 2008., 2012.)                      |
| Njemačka            | prvoplasirana momčad skupine C  | 16. studenoga 2019. | 12 (1972., 1976., 1980., 1984., 1988., 1992. 1996., 2000., 2004., 2008., 2012., 2016.) |
| Portugal            | drugoplasirana momčad skupine B | 17. studenoga 2019. | 7 (1984., 1996., 2000., 2004., 2008., 2012., 2016.)                                    |
| Švicarska           | prvoplasirana momčad skupine D  | 18. studenoga 2019. | 4 (1996., 2004., 2008., 2016.)                                                         |
| Danska              | drugoplasirana momčad skupine D | 18. studenoga 2019. | 8 (1964., 1984., 1988., 1992., 1996., 2000., 2004., 2012.)                             |
| Wales               | drugoplasirana momčad skupine E | 19. studenoga 2019. | 1 (2016.)                                                                              |
| Sjeverna Makedonija | Pobjednik puta D doigravanja    | 12. studenog 2020.  | 0 (prvi nastup)                                                                        |
| Mađarska            | Pobjednik puta A doigravanja    | 12. studenog 2020.  | 3 (1964., 1972., 2016.)                                                                |
| Slovačka            | Pobjednik puta B doigravanja    | 12. studenog 2020.  | 1 (2016.)                                                                              |
| Škotska             | Pobjednik puta C doigravanja    | 12. studenog 2020.  | 2 (1992., 1996.)                                                                       |

1. ↑  Podebljani tekst označuje prvaka za tu godinu. Ukošeni tekst označuje domaćina za tu godinu.

## Ždrijeb skupina
Ždrijeb skupina za Europsko nogometno prvenstvo održan je 30. studenoga 2019. godine.
| 1. jakosna skupina                                    | 2. jakosna skupina                                     | 3. jakosna skupina                            | 4. jakosna skupina                                         |
| ----------------------------------------------------- | ------------------------------------------------------ | --------------------------------------------- | ---------------------------------------------------------- |
| Belgija Italija Engleska Njemačka Španjolska Ukrajina | Francuska Poljska Švicarska Hrvatska Nizozemska Rusija | Portugal Turska Danska Austrija Švedska Češka | Wales Finska Mađarska Slovačka Škotska Sjeverna Makedonija |

## Sastavi
Kako bi se smanjilo opterećenje igrača nakon naporne klupske sezone dodatno otežane pandemijom COVID-19, sastave reprezentacija neće činiti 23 (kakav je prije bio slučaj), već 26 igrača. Međutim, broj igrača koji čine sastave reprezentacija na pojedinačnim utakmicama na prvenstvu ostaje 23. Svaki reprezentativni sastav mora biti službeno objavljen barem deset dana pred početak natjecanja (do 1. lipnja 2021.). Ako se igrač ozlijedi ili ozbiljno razboli te je time spriječeno njegovo sudjelovanje na prvenstvu prije prve utakmice njegove reprezentacije, njega može zamijeniti drugi igrač.

## Natjecanje po skupinama

### Skupina A
| Pol. | Momčad    | Uta. | Pob. | Izj. | Por. | PoG | PrG | GR | Bod. | Nastavak natjecanja     |
| ---- | --------- | ---- | ---- | ---- | ---- | --- | --- | -- | ---- | ----------------------- |
| 1.   | Italija   | 3    | 3    | 0    | 0    | 7   | 0   | +7 | 9    | Plasman u osminu finala |
| 2.   | Wales     | 3    | 1    | 1    | 1    | 3   | 2   | +1 | 4    | Plasman u osminu finala |
| 3.   | Švicarska | 3    | 1    | 1    | 1    | 4   | 5   | –1 | 4    | Plasman u osminu finala |
| 4.   | Turska    | 3    | 0    | 0    | 3    | 1   | 8   | –7 | 0    |                         |

| 11. lipnja 2021. 21:00 |           |                                           |                                                                    |
| Turska                 | 0:3       | Italija                                   | Stadio Olimpico, Rim Broj gledatelja: 12.916 Sudac: Danny Makkelie |
|                        | izvještaj | Demiral 53' (a.) Immobile 66' Insigne 79' | Stadio Olimpico, Rim Broj gledatelja: 12.916 Sudac: Danny Makkelie |

| 12. lipnja 2021. 15:00 |           |            |                                                                      |
| Wales                  | 1:1       | Švicarska  | Olimpijski stadion, Baku Broj gledatelja: 8782 Sudac: Clément Turpin |
| Moore 74'              | izvještaj | Embolo 49' | Olimpijski stadion, Baku Broj gledatelja: 8782 Sudac: Clément Turpin |

| 16. lipnja 2021. 18:00 |           |                             |                                                                           |
| Turska                 | 0:2       | Wales                       | Olimpijski stadion, Baku Broj gledatelja: 19.762 Sudac: Artur Soares Dias |
|                        | izvještaj | Ramsey 42' C. Roberts 90+5' | Olimpijski stadion, Baku Broj gledatelja: 19.762 Sudac: Artur Soares Dias |

| 16. lipnja 2021. 21:00          |           |           |                                                                     |
| Italija                         | 3:0       | Švicarska | Stadio Olimpico, Rim Broj gledatelja: 12.445 Sudac: Sergej Karasjev |
| Locatelli 26', 52' Immobile 89' | izvještaj |           | Stadio Olimpico, Rim Broj gledatelja: 12.445 Sudac: Sergej Karasjev |

| 20. lipnja 2021. 18:00        |           |             |                                                                       |
| Švicarska                     | 3:1       | Turska      | Olimpijski stadion, Baku Broj gledatelja: 17.138 Sudac: Slavko Vinčić |
| Seferović 6' Shaqiri 26', 68' | izvještaj | Kahveci 62' | Olimpijski stadion, Baku Broj gledatelja: 17.138 Sudac: Slavko Vinčić |

| 20. lipnja 2021. 18:00 |           |       |                                                                    |
| Italija                | 1:0       | Wales | Stadio Olimpico, Rim Broj gledatelja: 11.541 Sudac: Ovidiu Hațegan |
| Pessina 39'            | izvještaj |       | Stadio Olimpico, Rim Broj gledatelja: 11.541 Sudac: Ovidiu Hațegan |

### Skupina B
| Pol. | Momčad  | Uta. | Pob. | Izj. | Por. | PoG | PrG | GR | Bod. | Nastavak natjecanja     |
| ---- | ------- | ---- | ---- | ---- | ---- | --- | --- | -- | ---- | ----------------------- |
| 1.   | Belgija | 3    | 3    | 0    | 0    | 7   | 1   | +6 | 9    | Plasman u osminu finala |
| 2.   | Danska  | 3    | 1    | 0    | 2    | 5   | 4   | +1 | 3    | Plasman u osminu finala |
| 3.   | Finska  | 3    | 1    | 0    | 2    | 1   | 3   | –2 | 3    |                         |
| 4.   | Rusija  | 3    | 1    | 0    | 2    | 2   | 7   | –5 | 3    |                         |

| 12. lipnja 2021. 18:00 |           |                |                                                                          |
| Danska                 | 0:1       | Finska         | Parken stadion, Kopenhagen Broj gledatelja: 15.200 Sudac: Anthony Taylor |
|                        | izvještaj | Pohjanpalo 60' | Parken stadion, Kopenhagen Broj gledatelja: 15.200 Sudac: Anthony Taylor |

| 12. lipnja 2021. 21:00      |           |        |                                                                                   |
| Belgija                     | 3:0       | Rusija | Gazprom Arena, Sankt-Peterburg Broj gledatelja: 26.264 Sudac: Antonio Mateu Lahoz |
| Lukaku 10', 88' Meunier 34' | izvještaj |        | Gazprom Arena, Sankt-Peterburg Broj gledatelja: 26.264 Sudac: Antonio Mateu Lahoz |

| 16. lipnja 2021. 15:00 |           |                |                                                                              |
| Finska                 | 0:1       | Rusija         | Gazprom Arena, Sankt-Peterburg Broj gledatelja: 24.540 Sudac: Danny Makkelie |
|                        | izvještaj | Mirančuk 45+2' | Gazprom Arena, Sankt-Peterburg Broj gledatelja: 24.540 Sudac: Danny Makkelie |

| 17. lipnja 2021. 18:00 |           |                             |                                                                         |
| Danska                 | 1:2       | Belgija                     | Parken stadion, Kopenhagen Broj gledatelja: 23.395 Sudac: Björn Kuipers |
| Poulsen 2'             | izvještaj | T. Hazard 55' De Bruyne 70' | Parken stadion, Kopenhagen Broj gledatelja: 23.395 Sudac: Björn Kuipers |

| 21. lipnja 2021. 21:00 |           |                                                     |                                                                          |
| Rusija                 | 1:4       | Danska                                              | Parken stadion, Kopenhagen Broj gledatelja: 23.644 Sudac: Clément Turpin |
| Dzjuba 70' (pen.)      | izvještaj | Damsgaard 38' Poulsen 59' Christensen 79' Mæhle 82' | Parken stadion, Kopenhagen Broj gledatelja: 23.644 Sudac: Clément Turpin |

| 21. lipnja 2021. 21:00 |           |                              |                                                                           |
| Finska                 | 0:2       | Belgija                      | Gazprom Arena, Sankt-Peterburg Broj gledatelja: 18.545 Sudac: Felix Brych |
|                        | izvještaj | Hrádecký 74' (a.) Lukaku 81' | Gazprom Arena, Sankt-Peterburg Broj gledatelja: 18.545 Sudac: Felix Brych |

### Skupina C
| Pol. | Momčad              | Uta. | Pob. | Izj. | Por. | PoG | PrG | GR | Bod. | Nastavak natjecanja     |
| ---- | ------------------- | ---- | ---- | ---- | ---- | --- | --- | -- | ---- | ----------------------- |
| 1.   | Nizozemska          | 3    | 3    | 0    | 0    | 8   | 2   | +6 | 9    | Plasman u osminu finala |
| 2.   | Austrija            | 3    | 2    | 0    | 1    | 4   | 3   | +1 | 6    | Plasman u osminu finala |
| 3.   | Ukrajina            | 3    | 1    | 0    | 2    | 4   | 5   | –1 | 3    | Plasman u osminu finala |
| 4.   | Sjeverna Makedonija | 3    | 0    | 0    | 3    | 2   | 8   | –6 | 0    |                         |

| 13. lipnja 2021. 18:00                    |           |                     |                                                                       |
| Austrija                                  | 3:1       | Sjeverna Makedonija | Arena Națională, Bukurešt Broj gledatelja: 9082 Sudac: Andreas Ekberg |
| Lainer 18' Gregoritsch 78' Arnautović 89' | izvještaj | Pandev 28'          | Arena Națională, Bukurešt Broj gledatelja: 9082 Sudac: Andreas Ekberg |

| 13. lipnja 2021. 21:00                  |           |                             |                                                                           |
| Nizozemska                              | 3:2       | Ukrajina                    | Johan Cruijff Arena, Amsterdam Broj gledatelja: 15.837 Sudac: Felix Brych |
| Wijnaldum 52' Weghorst 58' Dumfries 85' | izvještaj | Jarmolenko 75' Jaremčuk 79' | Johan Cruijff Arena, Amsterdam Broj gledatelja: 15.837 Sudac: Felix Brych |

| 17. lipnja 2021. 15:00      |           |                     |                                                                            |
| Ukrajina                    | 2:1       | Sjeverna Makedonija | Arena Națională, Bukurešt Broj gledatelja: 10.001 Sudac: Fernando Rapallin |
| Jarmolenko 29' Jaremčuk 34' | izvještaj | Alioski 57'         | Arena Națională, Bukurešt Broj gledatelja: 10.001 Sudac: Fernando Rapallin |

| 17. lipnja 2021. 21:00        |           |          |                                                                             |
| Nizozemska                    | 2:0       | Austrija | Johan Cruijff Arena, Amsterdam Broj gledatelja: 15.243 Sudac: Orel Grinfeld |
| Depay 11' (pen.) Dumfries 67' | izvještaj |          | Johan Cruijff Arena, Amsterdam Broj gledatelja: 15.243 Sudac: Orel Grinfeld |

| 21. lipnja 2021. 18:00 |           |                              |                                                                             |
| Sjeverna Makedonija    | 0:3       | Nizozemska                   | Johan Cruijff Arena, Amsterdam Broj gledatelja: 15.227 Sudac: István Kovács |
|                        | izvještaj | Depay 24' Wijnaldum 50', 58' | Johan Cruijff Arena, Amsterdam Broj gledatelja: 15.227 Sudac: István Kovács |

| 21. lipnja 2021. 18:00 |           |                 |                                                                       |
| Ukrajina               | 0:1       | Austrija        | Arena Națională, Bukurešt Broj gledatelja: 10.472 Sudac: Cüneyt Çakır |
|                        | izvještaj | Baumgartner 21' | Arena Națională, Bukurešt Broj gledatelja: 10.472 Sudac: Cüneyt Çakır |

### Skupina D
| Pol. | Momčad   | Uta. | Pob. | Izj. | Por. | PoG | PrG | GR | Bod. | Nastavak natjecanja     |
| ---- | -------- | ---- | ---- | ---- | ---- | --- | --- | -- | ---- | ----------------------- |
| 1.   | Engleska | 3    | 2    | 1    | 0    | 2   | 0   | +2 | 7    | Plasman u osminu finala |
| 2.   | Hrvatska | 3    | 1    | 1    | 1    | 4   | 3   | +1 | 4    | Plasman u osminu finala |
| 3.   | Češka    | 3    | 1    | 1    | 1    | 3   | 2   | +1 | 4    | Plasman u osminu finala |
| 4.   | Škotska  | 3    | 0    | 1    | 2    | 1   | 5   | –4 | 1    |                         |

| 13. lipnja 2021. 15:00 |           |          |                                                                       |
| Engleska               | 1:0       | Hrvatska | Wembley Stadium, London Broj gledatelja: 18.497 Sudac: Daniele Orsato |
| Sterling 57'           | izvještaj |          | Wembley Stadium, London Broj gledatelja: 18.497 Sudac: Daniele Orsato |

| 14. lipnja 2021. 15:00 |           |                 |                                                                   |
| Škotska                | 0:2       | Češka           | Hampden Park, Glasgow Broj gledatelja: 9847 Sudac: Daniel Siebert |
|                        | izvještaj | Schick 42', 52' | Hampden Park, Glasgow Broj gledatelja: 9847 Sudac: Daniel Siebert |

| 18. lipnja 2021. 18:00 |           |                   |                                                                            |
| Hrvatska               | 1:1       | Češka             | Hampden Park, Glasgow Broj gledatelja: 5607 Sudac: Carlos del Cerro Grande |
| Perišić 47'            | izvještaj | Schick 37' (pen.) | Hampden Park, Glasgow Broj gledatelja: 5607 Sudac: Carlos del Cerro Grande |

| 18. lipnja 2021. 21:00 |           |         |                                                                            |
| Engleska               | 0:0       | Škotska | Wembley Stadium, London Broj gledatelja: 20.306 Sudac: Antonio Mateu Lahoz |
|                        | izvještaj |         | Wembley Stadium, London Broj gledatelja: 20.306 Sudac: Antonio Mateu Lahoz |

| 22. lipnja 2021. 21:00            |           |              |                                                                       |
| Hrvatska                          | 3:1       | Škotska      | Hampden Park, Glasgow Broj gledatelja: 9896 Sudac: Fernando Rapallini |
| Vlašić 17' Modrić 62' Perišić 77' | izvještaj | McGregor 42' | Hampden Park, Glasgow Broj gledatelja: 9896 Sudac: Fernando Rapallini |

| 22. lipnja 2021. 21:00 |           |              |                                                                          |
| Češka                  | 0:1       | Engleska     | Wembley Stadium, London Broj gledatelja: 19.104 Sudac: Artur Soares Dias |
|                        | izvještaj | Sterling 12' | Wembley Stadium, London Broj gledatelja: 19.104 Sudac: Artur Soares Dias |

### Skupina E
| Pol. | Momčad     | Uta. | Pob. | Izj. | Por. | PoG | PrG | GR | Bod. | Nastavak natjecanja     |
| ---- | ---------- | ---- | ---- | ---- | ---- | --- | --- | -- | ---- | ----------------------- |
| 1.   | Švedska    | 3    | 2    | 1    | 0    | 4   | 2   | +2 | 7    | Plasman u osminu finala |
| 2.   | Španjolska | 3    | 1    | 2    | 0    | 6   | 1   | +5 | 5    | Plasman u osminu finala |
| 3.   | Slovačka   | 3    | 1    | 0    | 2    | 2   | 7   | –5 | 3    |                         |
| 4.   | Poljska    | 3    | 0    | 1    | 2    | 4   | 6   | –2 | 1    |                         |

| 14. lipnja 2021. 18:00 |           |                                |                                                                              |
| Poljska                | 1:2       | Slovačka                       | Gazprom Arena, Sankt-Peterburg Broj gledatelja: 12.862 Sudac: Ovidiu Hațegan |
| Linetty 46'            | izvještaj | Szczęsny 18' (a.) Škriniar 69' | Gazprom Arena, Sankt-Peterburg Broj gledatelja: 12.862 Sudac: Ovidiu Hațegan |

| 14. lipnja 2021. 21:00 |           |         |                                                                             |
| Španjolska             | 0:0       | Švedska | Estadio de La Cartuja, Sevilla Broj gledatelja: 10.559 Sudac: Slavko Vinčić |
|                        | izvještaj |         | Estadio de La Cartuja, Sevilla Broj gledatelja: 10.559 Sudac: Slavko Vinčić |

| 18. lipnja 2021. 15:00 |           |          |                                                                              |
| Švedska                | 1:0       | Slovačka | Gazprom Arena, Sankt-Peterburg Broj gledatelja: 11.525 Sudac: Daniel Siebert |
| Forsberg 77' (pen.)    | izvještaj |          | Gazprom Arena, Sankt-Peterburg Broj gledatelja: 11.525 Sudac: Daniel Siebert |

| 19. lipnja 2021. 21:00 |           |                 |                                                                              |
| Španjolska             | 1:1       | Poljska         | Estadio de La Cartuja, Sevilla Broj gledatelja: 11.742 Sudac: Daniele Orsato |
| Morata 25'             | izvještaj | Lewandowski 54' | Estadio de La Cartuja, Sevilla Broj gledatelja: 11.742 Sudac: Daniele Orsato |

| 23. lipnja 2021. 18:00 |           |                                                                          |                                                                             |
| Slovačka               | 0:5       | Španjolska                                                               | Estadio de La Cartuja, Sevilla Broj gledatelja: 11.204 Sudac: Björn Kuipers |
|                        | izvještaj | Dúbravka 30' (a.) Laporte 45+3' Sarabia 56' F. Torres 67' Kucka 71' (a.) | Estadio de La Cartuja, Sevilla Broj gledatelja: 11.204 Sudac: Björn Kuipers |

| 23. lipnja 2021. 18:00          |           |                      |                                                                              |
| Švedska                         | 3:2       | Poljska              | Gazprom Arena, Sankt-Peterburg Broj gledatelja: 14.252 Sudac: Michael Oliver |
| Forsberg 2', 59' Claesson 90+4' | izvještaj | Lewandowski 61', 84' | Gazprom Arena, Sankt-Peterburg Broj gledatelja: 14.252 Sudac: Michael Oliver |

### Skupina F
| Pol. | Momčad    | Uta. | Pob. | Izj. | Por. | PoG | PrG | GR | Bod. | Nastavak natjecanja     |
| ---- | --------- | ---- | ---- | ---- | ---- | --- | --- | -- | ---- | ----------------------- |
| 1.   | Francuska | 3    | 1    | 2    | 0    | 4   | 3   | +1 | 5    | Plasman u osminu finala |
| 2.   | Njemačka  | 3    | 1    | 1    | 1    | 6   | 5   | +1 | 4    | Plasman u osminu finala |
| 3.   | Portugal  | 3    | 1    | 1    | 1    | 7   | 6   | +1 | 4    | Plasman u osminu finala |
| 4.   | Mađarska  | 3    | 0    | 1    | 1    | 3   | 6   | –3 | 2    |                         |

| 15. lipnja 2021. 18:00 |           |                                         |                                                                      |
| Mađarska               | 0:3       | Portugal                                | Puskás Aréna, Budimpešta Broj gledatelja: 55.662 Sudac: Cüneyt Çakır |
|                        | izvještaj | Guerreiro 84' Ronaldo 87' (pen.), 90+2' | Puskás Aréna, Budimpešta Broj gledatelja: 55.662 Sudac: Cüneyt Çakır |

| 15. lipnja 2021. 21:00 |           |          |                                                                               |
| Francuska              | 1:0       | Njemačka | Allianz Arena, München Broj gledatelja: 13.000 Sudac: Carlos del Cerro Grande |
| Hummels 20' (a.)       | izvještaj |          | Allianz Arena, München Broj gledatelja: 13.000 Sudac: Carlos del Cerro Grande |

| 19. lipnja 2021. 15:00 |           |               |                                                                        |
| Mađarska               | 1:1       | Francuska     | Puskás Aréna, Budimpešta Broj gledatelja: 55.998 Sudac: Michael Oliver |
| Fiola 45+2'            | izvještaj | Griezmann 66' | Puskás Aréna, Budimpešta Broj gledatelja: 55.998 Sudac: Michael Oliver |

| 19. lipnja 2021. 18:00 |           |                                                         |                                                                      |
| Portugal               | 2:4       | Njemačka                                                | Allianz Arena, München Broj gledatelja: 12.926 Sudac: Anthony Taylor |
| Ronaldo 15' Jota 67'   | izvještaj | Dias 35' (a.) Guerreiro 39' (a.) Havertz 51' Gosens 60' | Allianz Arena, München Broj gledatelja: 12.926 Sudac: Anthony Taylor |

| 23. lipnja 2021. 21:00         |           |                           |                                                                             |
| Portugal                       | 2:2       | Francuska                 | Puskás Aréna, Budimpešta Broj gledatelja: 54.886 Sudac: Antonio Mateu Lahoz |
| Ronaldo 31' (pen.), 60' (pen.) | izvještaj | Benzema 45+2' (pen.), 47' | Puskás Aréna, Budimpešta Broj gledatelja: 54.886 Sudac: Antonio Mateu Lahoz |

| 23. lipnja 2021. 21:00   |           |                            |                                                                       |
| Njemačka                 | 2:2       | Mađarska                   | Allianz Arena, München Broj gledatelja: 12.413 Sudac: Sergej Karasjev |
| Havertz 66' Goretzka 84' | izvještaj | Ád. Szalai 11' Schäfer 68' | Allianz Arena, München Broj gledatelja: 12.413 Sudac: Sergej Karasjev |

### Rangiranje trećeplasiranih momčadi
| Pol. | Momčad    | Uta. | Pob. | Izj. | Por. | PoG | PrG | GR | Bod. | Nastavak natjecanja     |
| ---- | --------- | ---- | ---- | ---- | ---- | --- | --- | -- | ---- | ----------------------- |
| 1.   | Portugal  | 3    | 1    | 1    | 1    | 7   | 6   | +1 | 4    | Plasman u osminu finala |
| 2.   | Češka     | 3    | 1    | 1    | 1    | 3   | 2   | +1 | 4    | Plasman u osminu finala |
| 3.   | Švicarska | 3    | 1    | 1    | 1    | 4   | 5   | –1 | 4    | Plasman u osminu finala |
| 4.   | Ukrajina  | 3    | 1    | 0    | 2    | 4   | 5   | –1 | 3    | Plasman u osminu finala |
| 5.   | Finska    | 3    | 1    | 0    | 2    | 1   | 3   | –2 | 3    |                         |
| 6.   | Slovačka  | 3    | 1    | 0    | 2    | 2   | 7   | –5 | 3    |                         |

## Drugi dio prvenstva
U drugom dijelu prvenstva prolaze svi prvoplasirani i drugoplasirani iz grupa, te 4 najbolje trećeplasirane reprezentacije.
|  | Osmina finala           | Osmina finala               |                     |       | Četvrtfinale | Četvrtfinale |  |  | Polufinale | Polufinale |  |  | Finale | Finale |
|  |                         |                             |                     |       |              |              |  |  |            |            |  |  |        |        |
|  | 27. lipnja – Sevilla    |                             |                     |       |              |              |  |  |            |            |  |  |        |        |
|  |                         |                             |                     |       |              |              |  |  |            |            |  |  |        |        |
|  | Belgija                 | 1                           |                     |       |              |              |  |  |            |            |  |  |        |        |
|  | Belgija                 | 1                           | 2. srpnja – München |       |              |              |  |  |            |            |  |  |        |        |
|  | Portugal                | 0                           |                     |       |              |              |  |  |            |            |  |  |        |        |
|  | Portugal                | 0                           | Belgija             | 1     |              |              |  |  |            |            |  |  |        |        |
|  | 26. lipnja – London     |                             | Belgija             | 1     |              |              |  |  |            |            |  |  |        |        |
|  |                         | Italija                     | 2                   |       |              |              |  |  |            |            |  |  |        |        |
|  | Italija (pr.)           | Italija                     | 2                   | 2     |              |              |  |  |            |            |  |  |        |        |
|  | Italija (pr.)           |                             | 6. srpnja – London  | 2     |              |              |  |  |            |            |  |  |        |        |
|  | Austrija                | 1                           |                     |       |              |              |  |  |            |            |  |  |        |        |
|  | Austrija                | 1                           | Italija (pen.)      | 1 (4) |              |              |  |  |            |            |  |  |        |        |
|  | 28. lipnja – Bukurešt   |                             | Italija (pen.)      | 1 (4) |              |              |  |  |            |            |  |  |        |        |
|  |                         | Španjolska                  | 1 (2)               |       |              |              |  |  |            |            |  |  |        |        |
|  | Francuska               | Španjolska                  | 1 (2)               | 3 (4) |              |              |  |  |            |            |  |  |        |        |
|  | Francuska               | 2. srpnja – Sankt-Peterburg |                     | 3 (4) |              |              |  |  |            |            |  |  |        |        |
|  | Švicarska (pen.)        | 3 (5)                       |                     |       |              |              |  |  |            |            |  |  |        |        |
|  | Švicarska (pen.)        | 3 (5)                       | Švicarska           | 1 (1) |              |              |  |  |            |            |  |  |        |        |
|  | 28. lipnja – Kopenhagen |                             | Švicarska           | 1 (1) |              |              |  |  |            |            |  |  |        |        |
|  |                         | Španjolska (pen.)           | 1 (3)               |       |              |              |  |  |            |            |  |  |        |        |
|  | Hrvatska                | Španjolska (pen.)           | 1 (3)               | 3     |              |              |  |  |            |            |  |  |        |        |
|  | Hrvatska                |                             | 11. srpnja – London | 3     |              |              |  |  |            |            |  |  |        |        |
|  | Španjolska (pr.)        | 5                           |                     |       |              |              |  |  |            |            |  |  |        |        |
|  | Španjolska (pr.)        | 5                           | Italija (pen.)      | 1 (3) |              |              |  |  |            |            |  |  |        |        |
|  | 29. lipnja – Glasgow    |                             | Italija (pen.)      | 1 (3) |              |              |  |  |            |            |  |  |        |        |
|  |                         | Engleska                    | 1 (2)               |       |              |              |  |  |            |            |  |  |        |        |
|  | Švedska                 | Engleska                    | 1 (2)               | 1     |              |              |  |  |            |            |  |  |        |        |
|  | Švedska                 | 3. srpnja – Rim             |                     | 1     |              |              |  |  |            |            |  |  |        |        |
|  | Ukrajina (pr.)          | 2                           |                     |       |              |              |  |  |            |            |  |  |        |        |
|  | Ukrajina (pr.)          | 2                           | Ukrajina            | 0     |              |              |  |  |            |            |  |  |        |        |
|  | 29. lipnja – London     |                             | Ukrajina            | 0     |              |              |  |  |            |            |  |  |        |        |
|  |                         | Engleska                    | 4                   |       |              |              |  |  |            |            |  |  |        |        |
|  | Engleska                | Engleska                    | 4                   | 2     |              |              |  |  |            |            |  |  |        |        |
|  | Engleska                |                             | 7. srpnja – London  | 2     |              |              |  |  |            |            |  |  |        |        |
|  | Njemačka                | 0                           |                     |       |              |              |  |  |            |            |  |  |        |        |
|  | Njemačka                | 0                           | Engleska (pr.)      | 2     |              |              |  |  |            |            |  |  |        |        |
|  | 27. lipnja – Budimpešta |                             | Engleska (pr.)      | 2     |              |              |  |  |            |            |  |  |        |        |
|  |                         | Danska                      | 1                   |       |              |              |  |  |            |            |  |  |        |        |
|  | Nizozemska              | Danska                      | 1                   | 0     |              |              |  |  |            |            |  |  |        |        |
|  | Nizozemska              | 3. srpnja – Baku            |                     | 0     |              |              |  |  |            |            |  |  |        |        |
|  | Češka                   | 2                           |                     |       |              |              |  |  |            |            |  |  |        |        |
|  | Češka                   | 2                           | Češka               | 1     |              |              |  |  |            |            |  |  |        |        |
|  | 26. lipnja – Amsterdam  |                             | Češka               | 1     |              |              |  |  |            |            |  |  |        |        |
|  |                         | Danska                      | 2                   |       |              |              |  |  |            |            |  |  |        |        |
|  | Wales                   | Danska                      | 2                   | 0     |              |              |  |  |            |            |  |  |        |        |
|  | Wales                   |                             |                     | 0     |              |              |  |  |            |            |  |  |        |        |
|  | Danska                  | 4                           |                     |       |              |              |  |  |            |            |  |  |        |        |
|  | Danska                  | 4                           |                     |       |              |              |  |  |            |            |  |  |        |        |

### Osmina finala
| 26. lipnja 2021. 18:00 |           |                                              |                                                                              |
| Wales                  | 0:4       | Danska                                       | Johan Cruijff Arena, Amsterdam Broj gledatelja: 14.645 Sudac: Daniel Siebert |
|                        | izvještaj | Dolberg 27', 48' Mæhle 88' Braithwaite 90+4' | Johan Cruijff Arena, Amsterdam Broj gledatelja: 14.645 Sudac: Daniel Siebert |

| 26. lipnja 2021. 21:00  |           |                |                                                                       |
| Italija                 | 2:1 (pr.) | Austrija       | Wembley Stadium, London Broj gledatelja: 18.910 Sudac: Anthony Taylor |
| Chiesa 95' Pessina 105' | izvještaj | Kalajdžić 114' | Wembley Stadium, London Broj gledatelja: 18.910 Sudac: Anthony Taylor |

| 27. lipnja 2021. 18:00 |           |                      |                                                                         |
| Nizozemska             | 0:2       | Češka                | Puskás Aréna, Budimpešta Broj gledatelja: 52.834 Sudac: Sergej Karasjev |
|                        | izvještaj | Holeš 68' Schick 80' | Puskás Aréna, Budimpešta Broj gledatelja: 52.834 Sudac: Sergej Karasjev |

| 27. lipnja 2021. 21:00 |           |          |                                                                           |
| Belgija                | 1:0       | Portugal | Estadio de La Cartuja, Sevilla Broj gledatelja: 11.504 Sudac: Felix Brych |
| T. Hazard 42'          | izvještaj |          | Estadio de La Cartuja, Sevilla Broj gledatelja: 11.504 Sudac: Felix Brych |

| 28. lipnja 2021. 18:00                 |           |                                                                      |                                                                        |
| Hrvatska                               | 3:5 (pr.) | Španjolska                                                           | Parken stadion, Kopenhagen Broj gledatelja: 22.771 Sudac: Cüneyt Çakır |
| Pedri 20' (a.) Oršić 85' Pašalić 90+2' | izvještaj | Sarabia 38' Azpilicueta 57' F. Torres 77' Morata 100' Oyarzabal 103' | Parken stadion, Kopenhagen Broj gledatelja: 22.771 Sudac: Cüneyt Çakır |

| 28. lipnja 2021. 21:00     |           |                                   |                                                                             |
| Francuska                  | 3:3 (pr.) | Švicarska                         | Arena Națională, Bukurešt Broj gledatelja: 22.642 Sudac: Fernando Rapallini |
| Benzema 57', 59' Pogba 75' | izvještaj | Seferović 15', 81' Gavranović 90' | Arena Națională, Bukurešt Broj gledatelja: 22.642 Sudac: Fernando Rapallini |

|                                     |     | jedanaesterci                          |  |  |
| Pogba Giroud Thuram Kimpembe Mbappé | 4:5 | Gavranović Schär Akanji Vargas Mehmedi |  |  |
|                                     |     |                                        |  |  |

| 29. lipnja 2021. 18:00 |           |          |                                                                       |
| Engleska               | 2:0       | Njemačka | Wembley Stadium, London Broj gledatelja: 41.973 Sudac: Danny Makkelie |
| Sterling 75' Kane 86'  | izvještaj |          | Wembley Stadium, London Broj gledatelja: 41.973 Sudac: Danny Makkelie |

| 29. lipnja 2021. 21:00 |           |                            |                                                                   |
| Švedska                | 1:2 (pr.) | Ukrajina                   | Hampden Park, Glasgow Broj gledatelja: 9221 Sudac: Daniele Orsato |
| Forsberg 43'           | izvještaj | Zinčenko 27' Dovbyk 120+1' | Hampden Park, Glasgow Broj gledatelja: 9221 Sudac: Daniele Orsato |

### Četvrtfinale
| 2. srpnja 2021. 18:00 |           |                 |                                                                              |
| Švicarska             | 1:1 (pr.) | Španjolska      | Gazprom Arena, Sankt-Peterburg Broj gledatelja: 24.764 Sudac: Michael Oliver |
| Shaqiri 68'           | izvještaj | Zakaria 8' (a.) | Gazprom Arena, Sankt-Peterburg Broj gledatelja: 24.764 Sudac: Michael Oliver |

|                                |     | jedanaesterci                        |  |  |
| Gavranović Schär Akanji Vargas | 1:3 | Busquets Olmo Rodri Gerard Oyarzabal |  |  |
|                                |     |                                      |  |  |

| 2. srpnja 2021. 21:00 |           |                         |                                                                     |
| Belgija               | 1:2       | Italija                 | Allianz Arena, München Broj gledatelja: 12.984 Sudac: Slavko Vinčić |
| Lukaku 45+2' (pen.)   | izvještaj | Barella 31' Insigne 44' | Allianz Arena, München Broj gledatelja: 12.984 Sudac: Slavko Vinčić |

| 3. srpnja 2021. 18:00 |           |                        |                                                                       |
| Češka                 | 1:2       | Danska                 | Olimpijski stadion, Baku Broj gledatelja: 16.306 Sudac: Björn Kuipers |
| Schick 49'            | izvještaj | Delaney 5' Dolberg 42' | Olimpijski stadion, Baku Broj gledatelja: 16.306 Sudac: Björn Kuipers |

| 3. srpnja 2021. 21:00 |           |                                           |                                                                 |
| Ukrajina              | 0:4       | Engleska                                  | Stadio Olimpico, Rim Broj gledatelja: 11.880 Sudac: Felix Brych |
|                       | izvještaj | Kane 4', 50' Maguire 46' J. Henderson 63' | Stadio Olimpico, Rim Broj gledatelja: 11.880 Sudac: Felix Brych |

### Polufinale
| 6. srpnja 2021. 21:00 |           |            |                                                                    |
| Italija               | 1:1 (pr.) | Španjolska | Wembley Stadium, London Broj gledatelja: 57.811 Sudac: Felix Brych |
| Chiesa 60'            | izvještaj | Morata 80' | Wembley Stadium, London Broj gledatelja: 57.811 Sudac: Felix Brych |

|                                                 |     | jedanaesterci             |  |  |
| Locatelli Belotti Bonucci Bernardeschi Jorginho | 4:2 | Olmo Gerard Thiago Morata |  |  |
|                                                 |     |                           |  |  |

| 7. srpnja 2021. 21:00   |           |               |                                                                       |
| Engleska                | 2:1 (pr.) | Danska        | Wembley Stadium, London Broj gledatelja: 64.950 Sudac: Danny Makkelie |
| Kjær 39' (a.) Kane 104' | izvještaj | Damsgaard 30' | Wembley Stadium, London Broj gledatelja: 64.950 Sudac: Danny Makkelie |

### Finale
| 11. srpnja 2021. 21:00 |           |          |                                                                      |
| Italija                | 1:1       | Engleska | Wembley Stadium, London Broj gledatelja: 67.173 Sudac: Björn Kuipers |
| Bonucci 67'            | izvještaj | Shaw 2'  | Wembley Stadium, London Broj gledatelja: 67.173 Sudac: Björn Kuipers |

|                                               |     | jedanaesterci                     |  |  |
| Berardi Belotti Bonucci Bernardeschi Jorginho | 4:2 | Kane Maguire Rashford Sancho Saka |  |  |
|                                               |     |                                   |  |  |

| Pobjednik Europskog prvenstva u nogometu 2020. |
| ---------------------------------------------- |
| Italija 2. titula                              |

## Statistika

### Strijelci
Zabijena su 142 gola u 51 utakmici. Prosječan broj golova po utakmici iznosio je 2,78.
5 golova:
- Patrik Schick
- Cristiano Ronaldo

4 gola:
- Romelu Lukaku
- Karim Benzema
- Emil Forsberg

- Harry Kane

3 gola:
- Kasper Dolberg
- Raheem Sterling
- Robert Lewandowski
- Álvaro Morata
- Haris Seferović
- Xherdan Shaqiri

- Georginio Wijnaldum

2 gola:
- Thorgan Hazard
- Mikkel Damsgaard
- Joakim Mæhle
- Yussuf Poulsen
- Ivan Perišić
- Federico Chiesa
- Ciro Immobile
- Lorenzo Insigne
- Manuel Locatelli
- Matteo Pessina
- Memphis Depay
- Denzel Dumfries
- Kai Havertz
- Pablo Sarabia
- Ferran Torres
- Roman Jaremčuk
- Andrij Jarmolenko

1 gol:
- Marko Arnautović
- Christoph Baumgartner
- Michael Gregoritsch
- Saša Kalajdžić
- Stefan Lainer
- Kevin De Bruyne
- Thomas Meunier
- Tomáš Holeš
- Martin Braithwaite
- Andreas Christensen
- Thomas Delaney
- Jordan Henderson
- Harry Maguire
- Luke Shaw
- Joel Pohjanpalo
- Antoine Griezmann
- Paul Pogba
- Luka Modrić
- Mislav Oršić
- Mario Pašalić
- Nikola Vlašić
- Nicolò Barella
- Leonardo Bonucci
- Attila Fiola
- András Schäfer
- Ádám Szalai
- Wout Weghorst
- Leon Goretzka
- Karol Linetty
- Raphaël Guerreiro
- Diogo Jota
- Aleksej Mirančuk
- Ezđan Alioski
- Goran Pandev
- Milan Škriniar
- César Azpilicueta
- Aymeric Laporte
- Mikel Oyarzabal
- Viktor Claesson
- Breel Embolo
- Mario Gavranović
- İrfan Kahveci
- Kieffer Moore
- Aaron Ramsey
- Connor Roberts
- Artem Dovbyk
- Oleksandr Zinčenko

1 autogol:
- Simon Kjær  (protiv Engleske)
- Lukáš Hrádecký (protiv Belgije)
- Mats Hummels (protiv Francuske)
- Wojciech Szczęsny (protiv Slovačke)
- Rúben Dias (protiv Njemačke)
- Raphaël Guerreiro (protiv Njemačke)
- Pedri (protiv Hrvatske)
- Denis Zakaria (protiv Španjolske)
- Martin Dúbravka (protiv Španjolske)
- Juraj Kucka (protiv Španjolske)
- Merih Demiral (protiv Italije)

### Igračke nagrade
Momčad natjecanja 
 
UEFA-in tehnički tim sastavio je momčad koju čine 11 najboljih igrača natjecanja.
| Golman               | Braniči                                                        | Vezni igrači                         | Napadači                                      |
| -------------------- | -------------------------------------------------------------- | ------------------------------------ | --------------------------------------------- |
| Gianluigi Donnarumma | Kyle Walker Leonardo Bonucci Harry Maguire Leonardo Spinazzola | Pierre-Emile Højbjerg Jorginho Pedri | Federico Chiesa Romelu Lukaku Raheem Sterling |

Najbolji igrač natjecanja 
 
Nagrada za najboljeg igrača natjecanja dodijeljena je Gianluigiju Donnarummi koji je ujedno i prvi golman koji je dobio ovu nagradu.
- Gianluigi Donnarumma

Najbolji mladi igrač natjecanja 
 
Nagrada za najboljeg mladog igrača natjecanja koja se dodjeljuje igračima rođenim 1. siječnja 1998. ili kasnije, dodijeljena je Pedriju.
- Pedri – r. 25. siječnja 2002. (18 god.)

Najbolji strijelac 

Nagrada za najboljeg strijelca natjecanja dodijeljena je Cristianu Ronaldu koji je postigao pet golova i jednu asistenciju. Rangiranje je određeno na temelju idućeg kriterija: 1. golovi, 2. asistencije, 3. najmanje odigranih minuta, 4. golovi u kvalifikacijama.
| Rang | Igrač             | Golovi | Asistencije | Minute |
| ---- | ----------------- | ------ | ----------- | ------ |
| 1.   | Cristiano Ronaldo | 5      | 1           | 360    |
| 2.   | Patrik Schick     | 5      | 0           | 404    |
| 3.   | Karim Benzema     | 4      | 0           | 349    |

### Novčane nagrade
Iznosi novčanih nagradi finalizirani su u veljači 2018. Svaka zemlja dobiva 9,25 milijuna € za sudjelovanje, dok pobjednička zemlja može dobiti maksimalnih 34 milijuna €.
| Ostvarena faza   | Iznos                                                | Broj momčadi |
| ---------------- | ---------------------------------------------------- | ------------ |
| Završni turnir   | 9,25 milijuna €                                      | 24           |
| Grupna faza      | 1,5 milijuna € za pobjedu, 750.000 € za izjednačenje | 24           |
| Osmina finala    | 2 milijuna €                                         | 16           |
| Četvrtina finala | 3,25 milijuna €                                      | 8            |
| Polufinale       | 5 milijuna €                                         | 4            |
| Finalist         | 7 milijuna €                                         | 1            |
| Pobjednik        | 10 milijuna €                                        | 1            |

## Vanjske poveznice
- Službena web-stranica